# إيما ديفيز
إيما ديفيز (بالإنجليزية: Emma Davies)‏ هي ممثلة ، ولدت في 7 مارس 1970 بإنجلترا في المملكة المتحدة.

## وصلات خارجية
- إيما ديفيز على موقع IMDb (الإنجليزية)
- إيما ديفيز على موقع ألو سيني (الفرنسية)
- إيما ديفيز على موقع أول موفي (الإنجليزية)
- إيما ديفيز على موقع قاعدة بيانات الأفلام السويدية (السويدية)
- إيما ديفيز على موقع قاعدة بيانات الفيلم (الإنجليزية)
- إيما ديفيز على موقع كينوبويسك (الروسية)